# Daletice
Daletice (in tedesco Delletschitz, in ungherese Deléte) è un comune della Slovacchia facente parte del distretto di Sabinov, nella regione di Prešov.

## Storia
La località è citata la prima volta nel 1320 con il nome di Deletha come importante sede parrocchiale. Appartenne poi ai Mersey nobili di Svinia. Nel XVII secolo passò alle famiglie Szinyei e Meltzer.